# Pietro Ottoboni
Pietro Ottoboni (Venezia, 2 luglio 1667 – Roma, 29 febbraio 1740) è stato un cardinale, grande mecenate artistico italiano.

## Biografia
Figlio del generale di Santa Romana Chiesa e principe Antonio Ottoboni e di sua moglie Maria Moretti, Pietro apparteneva ad una nobile famiglia veneziana, poi trasferitasi a Roma. Era inoltre pronipote di papa Alessandro VIII, figura che sarà determinante nella sua vita e nella sua carriera sacerdotale.
Creato cardinale con il titolo di San Lorenzo in Damaso e fino alla nomina del cardinale Lorenzo Altieri rimasto il porporato italiano più giovane, subito dopo aver ricevuto gli ordini minori nel 1689, fu creato segretario di Stato e governatore di Fermo, Tivoli e Capranica. Ben presto si segnalò nell'ambiente romano per la munificenza e il mecenatismo in arte, poesia e musica. Affiliato all'Accademia dell'Arcadia, Ottoboni chiamò presso la sua piccola corte, situata nel Palazzo della Cancelleria, compositori di primissimo piano, come Arcangelo Corelli, Alessandro Scarlatti e Georg Friedrich Händel. Fu inoltre padrino del giovane Metastasio.
Un suo ritorno a Venezia nel 1726 fu trionfalmente accolto da festeggiamenti e concerti musicali, tra cui l'Andromeda liberata, una raccolta di arie tra cui una scritta da Antonio Vivaldi.
Nelle arti figurative si occupò del sepolcro dello zio Alessandro VIII, nella basilica di San Pietro (1695-1725) e assunse Filippo Juvarra in qualità di scenografo e architetto del teatro, ora distrutto, che il cardinale si era fatto allestire nel Palazzo della Cancelleria.

L'Ottoboni fu anche responsabile dell'ondata di "neovenetismo" che investì la pittura romana tra la fine del XVII secolo e l'inizio di quello successivo: per lui lavorarono Francesco Trevisani e Sebastiano Ricci. Un'altra sua importantissima commissione fu quella per la serie dei Sette Sacramenti affidata nel 1712 al bolognese Giuseppe Maria Crespi (oggi a Dresda); un altro artista al suo servizio fu Sebastiano Conca.
Oltre a Filippo Juvarra, il cardinale Ottoboni ebbe alle sue dipendenze altri architetti di qualità come Ludovico Rusconi Sassi, Giovanni Battista Vaccarini, Pietro Passalacqua e Domenico Gregorini, che però, per la sua cronica carenza di fondi, impiegò per lo più in lavori minori e ritocchi alla sua basilica titolare di San Lorenzo in Damaso.
Nel 1735 donò la sua collezione di antichità ai Musei Capitolini.
Pietro Ottoboni fu anche vescovo di Sabina e Frascati e arciprete del Laterano e della basilica di Santa Maria Maggiore. Fu lui ad occuparsi del monumento sepolcrale di Arcangelo Corelli al Pantheon.
Nel 1709 presso il suo palazzo romano, si tenne la celebre sfida tra Georg Friedrich Händel e Domenico Scarlatti al clavicembalo, una gara che interessò da vicino la nobiltà romana dell'epoca, che aveva l'occasione di vedere a confronto due virtuosi dello strumento, famosi a livello internazionale.

## Genealogia episcopale e successione apostolica
La genealogia episcopale è:
- Cardinale Scipione Rebiba
- Cardinale Giulio Antonio Santori
- Cardinale Girolamo Bernerio, O.P.
- Arcivescovo Galeazzo Sanvitale
- Cardinale Ludovico Ludovisi
- Cardinale Luigi Caetani
- Cardinale Ulderico Carpegna
- Cardinale Paluzzo Paluzzi Altieri degli Albertoni
- Papa Benedetto XIII
- Cardinale Pietro Ottoboni

La successione apostolica è:
- Vescovo Antonio Maria Santoro, O.M. (1725)
- Vescovo Giovanni Federico Orsini Rosa (1730)
- Vescovo Gaetano Zuanelli (1730)
- Vescovo Cesare Bonajuti (1731)
- Vescovo Gaspare Negri (1732)
- Vescovo Gerolamo Fonda (1733)
- Patriarca Giovanni Bragadin (1733)
- Arcivescovo Giovanni Maria Benzoni (1733)
- Arcivescovo Bartolomeo Gradenigo (1734)
- Cardinale Antonio Marino Priuli (1739)

## Ascendenza
|                                       |   |                    | Genitori |  |  | Nonni |  |  | Bisnonni       |  |  | Trisnonni            |  |
|                                       |   |                    |          |  |  |       |  |  | Marco Ottoboni |  |  | Marcantonio Ottoboni |  |
|                                       |   |                    |          |  |  |       |  |  | Marco Ottoboni |  |  | Marcantonio Ottoboni |  |
|                                       |   | Dianora Basalù     |          |  |  |       |  |  | Marco Ottoboni |  |  |                      |  |
| Agostino Ottoboni                     |   |                    |          |  |  |       |  |  | Marco Ottoboni |  |  |                      |  |
|                                       |   | Vittoria Tornielli | …        |  |  |       |  |  |                |  |  |                      |  |
|                                       |   | Vittoria Tornielli | …        |  |  |       |  |  |                |  |  |                      |  |
|                                       |   | Vittoria Tornielli | …        |  |  |       |  |  |                |  |  |                      |  |
| Antonio Ottoboni, I principe Ottoboni |   | Vittoria Tornielli |          |  |  |       |  |  |                |  |  |                      |  |
|                                       |   | Giambattista Benci | …        |  |  |       |  |  |                |  |  |                      |  |
|                                       |   | Giambattista Benci | …        |  |  |       |  |  |                |  |  |                      |  |
|                                       |   | Giambattista Benci | …        |  |  |       |  |  |                |  |  |                      |  |
| Candida Benci                         |   | Giambattista Benci |          |  |  |       |  |  |                |  |  |                      |  |
|                                       |   | …                  | …        |  |  |       |  |  |                |  |  |                      |  |
|                                       |   | …                  | …        |  |  |       |  |  |                |  |  |                      |  |
|                                       |   | …                  | …        |  |  |       |  |  |                |  |  |                      |  |
| Pietro Ottoboni                       |   | …                  |          |  |  |       |  |  |                |  |  |                      |  |
|                                       | … | …                  |          |  |  |       |  |  |                |  |  |                      |  |
|                                       | … | …                  |          |  |  |       |  |  |                |  |  |                      |  |
|                                       | … | …                  |          |  |  |       |  |  |                |  |  |                      |  |
| Giovanni Moretti                      | … |                    |          |  |  |       |  |  |                |  |  |                      |  |
|                                       |   | …                  | …        |  |  |       |  |  |                |  |  |                      |  |
|                                       |   | …                  | …        |  |  |       |  |  |                |  |  |                      |  |
|                                       |   | …                  | …        |  |  |       |  |  |                |  |  |                      |  |
| Maria Moretti                         |   | …                  |          |  |  |       |  |  |                |  |  |                      |  |
|                                       |   | …                  | …        |  |  |       |  |  |                |  |  |                      |  |
|                                       |   | …                  | …        |  |  |       |  |  |                |  |  |                      |  |
|                                       |   | …                  | …        |  |  |       |  |  |                |  |  |                      |  |
| …                                     |   | …                  |          |  |  |       |  |  |                |  |  |                      |  |
|                                       |   | …                  | …        |  |  |       |  |  |                |  |  |                      |  |
|                                       |   | …                  | …        |  |  |       |  |  |                |  |  |                      |  |
|                                       |   | …                  | …        |  |  |       |  |  |                |  |  |                      |  |
|                                       |   | …                  |          |  |  |       |  |  |                |  |  |                      |  |